# Morti nel 1924

## Gennaio(45)
- 1º gennaio - Billy Miske, pugile statunitense (n. 1894)
- 2 gennaio - Sabine Baring-Gould, presbitero e scrittore britannico (n. 1834)
- 3 gennaio - Ernest Babelon, numismatico, medievista e bibliotecario francese (n. 1854)
- 3 gennaio - Felipe Carrillo Puerto, giornalista, politico e rivoluzionario messicano (n. 1874)
- 3 gennaio - Hortense Dury-Vasselon, pittrice francese (n. 1860)
- 3 gennaio - Jiří Wolker, poeta ceco (n. 1900)
- 4 gennaio - Jakob Hamburger, fisiologo olandese (n. 1859)
- 5 gennaio - Ernesto Marsaglia, ingegnere e politico italiano (n. 1853)
- 8 gennaio - Giorgio Guidelli, compositore di scacchi italiano (n. 1897)
- 11 gennaio - Giuseppe Paolini, generale italiano (n. 1861)
- 12 gennaio - René Basset, orientalista francese (n. 1855)
- 13 gennaio - Albert Abrams, medico e inventore statunitense (n. 1863)
- 13 gennaio - Herman Georges Berger, schermidore francese (n. 1875)
- 13 gennaio - Georg Hermann Quincke, fisico tedesco (n. 1834)
- 13 gennaio - Fred Wheldon, calciatore e crickettista inglese (n. 1869)
- 14 gennaio - Émile Claus, pittore belga (n. 1849)
- 14 gennaio - George Cram Cook, produttore teatrale, regista teatrale e scrittore statunitense (n. 1873)
- 14 gennaio - Arne Garborg, scrittore norvegese (n. 1851)
- 14 gennaio - Emmett Holt, medico statunitense (n. 1855)
- 14 gennaio - Géza Zichy, pianista e compositore ungherese (n. 1849)
- 15 gennaio - Francis Greville, V conte di Warwick, nobile e politico britannico (n. 1853)
- 17 gennaio - Léonie Laporte, attrice e cantante francese (n. 1871)
- 18 gennaio - Giuseppe De Riseis, imprenditore e politico italiano (n. 1833)
- 19 gennaio - Emil Adam, pittore tedesco (n. 1843)
- 19 gennaio - Giovanni Bottino Barzizza, matematico e astronomo italiano (n. 1879)
- 19 gennaio - Konstantin Konstantinovič Neupokoev, navigatore russo (n. 1884)
- 19 gennaio - Édouard François Zier, pittore e illustratore francese (n. 1856)
- 20 gennaio - Luigi Boschi, vescovo cattolico italiano (n. 1853)
- 21 gennaio - Hugh Dawnay, VIII visconte Downe, generale irlandese (n. 1844)
- 21 gennaio - Lenin, rivoluzionario, politico e filosofo russo (n. 1870)
- 21 gennaio - Giuseppe Pescetti, politico italiano (n. 1859)
- 23 gennaio - Giovanni Magherini Graziani, storico dell'arte, filologo e scrittore italiano (n. 1852)
- 24 gennaio - Federico Ciccodicola, ufficiale italiano (n. 1860)
- 24 gennaio - Maria Adelaide di Lussemburgo, nobildonna (n. 1894)
- 24 gennaio - Michail Vladimirovič Rodzjanko, politico russo (n. 1859)
- 24 gennaio - Cesare Sarfatti, avvocato e politico italiano (n. 1866)
- 25 gennaio - Icilio Buonini, politico e militare italiano (n. 1859)
- 26 gennaio - Rocco Carabba, tipografo e editore italiano (n. 1854)
- 27 gennaio - Giuseppe Fiorenza, arcivescovo cattolico italiano (n. 1841)
- 28 gennaio - Teófilo Braga, politico, filosofo e poeta portoghese (n. 1843)
- 29 gennaio - Jacobus Johannes Hartman, filologo e poeta olandese (n. 1851)
- 30 gennaio - Léon Rom, militare belga (n. 1859)
- 30 gennaio - Ferdinando d'Orléans, principe francese (n. 1884)
- 31 gennaio - Curt von Bardeleben, scacchista e giornalista tedesco (n. 1861)
- 31 gennaio - Rafael Bolívar Coronado, giornalista e poeta venezuelano (n. 1884)

## Febbraio(39)
- 1º febbraio - Edith Baird, compositrice di scacchi britannica (n. 1859)
- 1º febbraio - Maurice Prendergast, pittore statunitense (n. 1858)
- 2 febbraio - Harry Allen, golfista statunitense (n. 1876)
- 2 febbraio - Aleksa Šantić, poeta serbo (n. 1868)
- 3 febbraio - Axel Christian Zetlitz Kielland, politico norvegese (n. 1853)
- 3 febbraio - Thomas Woodrow Wilson, politico statunitense (n. 1856)
- 4 febbraio - Lillian Drew, attrice statunitense (n. 1883)
- 4 febbraio - Girolamo Mancini, storico e politico italiano (n. 1832)
- 7 febbraio - Felix von Luschan, medico austriaco (n. 1854)
- 10 febbraio - Montague Chamberlain, ornitologo e naturalista canadese (n. 1844)
- 11 febbraio - Jacques Loeb, biologo tedesco (n. 1859)
- 11 febbraio - Jean-François Raffaelli, pittore francese (n. 1850)
- 12 febbraio - Ol'ha Basarab, attivista e politica ucraina (n. 1889)
- 12 febbraio - Ernest Joy, attore statunitense (n. 1878)
- 13 febbraio - Albert Betts, ginnasta britannico (n. 1888)
- 13 febbraio - Giovanni Bombrini, imprenditore e politico italiano (n. 1838)
- 15 febbraio - Lionel Monckton, compositore britannico (n. 1861)
- 16 febbraio - Jean Nicod, filosofo francese (n. 1893)
- 17 febbraio - Henry Bacon, architetto statunitense (n. 1866)
- 17 febbraio - Augustin Boué de Lapeyrère, ammiraglio francese (n. 1852)
- 17 febbraio - George Edward Carpenter, compositore di scacchi statunitense (n. 1844)
- 17 febbraio - Charles Herbert, dirigente sportivo e canottiere britannico (n. 1846)
- 17 febbraio - Oskar Merikanto, compositore, pianista e organista finlandese (n. 1868)
- 17 febbraio - Filippo Torrigiani, diplomatico e politico italiano (n. 1851)
- 17 febbraio - Giovanni Antonio Vanni, magistrato e politico italiano (n. 1855)
- 19 febbraio - Edmond Picard, scrittore e giurista belga (n. 1836)
- 21 febbraio - Salvatore Auteri Manzocchi, compositore italiano (n. 1845)
- 21 febbraio - Louis Douzette, pittore tedesco (n. 1834)
- 22 febbraio - William Carr, calciatore inglese (n. 1848)
- 22 febbraio - Manuel Tinio, generale, rivoluzionario e politico filippino (n. 1877)
- 22 febbraio - André Vacherot, tennista francese (n. 1877)
- 23 febbraio - Antonio Pasculli, oboista e compositore italiano (n. 1842)
- 25 febbraio - Giacomo Bellacchi, matematico italiano (n. 1838)
- 26 febbraio - Isabella di Baviera, nobile tedesca (n. 1863)
- 27 febbraio - Giuseppe de Nava, politico italiano (n. 1858)
- 28 febbraio - Mario Lamberti, generale e politico italiano (n. 1840)
- 28 febbraio - Antonio Piccinini, politico e sindacalista italiano (n. 1884)
- 29 febbraio - Emily Ruete, principessa tanzaniana (n. 1844)
- 29 febbraio - John Sands, calciatore inglese (n. 1859)

## Marzo(55)
- 1º marzo - Louis Perrée, schermidore francese (n. 1871)
- 1º marzo - Luisa Maria del Belgio, principessa belga (n. 1858)
- 2 marzo - Frank Hagar Bigelow, meteorologo statunitense (n. 1851)
- 2 marzo - Vlastimil Tusar, politico e giornalista cecoslovacco (n. 1880)
- 3 marzo - Felice Bennati, politico e patriota italiano (n. 1856)
- 3 marzo - Vincenzo Bettoni Cazzago, politico italiano (n. 1856)
- 3 marzo - Margaret Louisa Vanderbilt, filantropa statunitense (n. 1845)
- 4 marzo - Fanny Eaton, modella inglese (n. 1835)
- 4 marzo - Leif Erichsen, velista norvegese (n. 1888)
- 7 marzo - Robert Braune, compositore di scacchi austriaco (n. 1845)
- 9 marzo - Friedrich Bechtel, linguista e filologo tedesco (n. 1855)
- 9 marzo - Panagiōtīs Dagklīs, generale e politico greco (n. 1853)
- 9 marzo - Daniel Ridgway Knight, pittore statunitense (n. 1839)
- 10 marzo - Adolfo Feragutti Visconti, pittore e incisore svizzero (n. 1850)
- 10 marzo - Giulio Vaccaro, arcivescovo cattolico italiano (n. 1851)
- 11 marzo - Hilaire de Chardonnet, ingegnere e inventore francese (n. 1839)
- 11 marzo - Ivan Gešov, politico bulgaro (n. 1849)
- 11 marzo - Helge von Koch, matematico svedese (n. 1870)
- 11 marzo - Pietro Aleksandrovič di Oldenburg, nobile (n. 1868)
- 12 marzo - Giovanni Battista De Lotto, intagliatore italiano (n. 1841)
- 13 marzo - Josephine St. Pierre Ruffin, giornalista, editrice e attivista statunitense (n. 1842)
- 14 marzo - Giovanni Bedini, pittore italiano (n. 1844)
- 14 marzo - Rocco Caliandro, vescovo cattolico italiano (n. 1872)
- 15 marzo - Wollert Konow, politico norvegese (n. 1845)
- 15 marzo - Charlotte Woodward Pierce, insegnante, stilista e attivista statunitense (n. 1830)
- 17 marzo - Ignazio Filì Astolfone, politico italiano (n. 1836)
- 18 marzo - Mario de Maria, pittore e architetto italiano (n. 1852)
- 19 marzo - David Ferrier, psicologo e neurologo scozzese (n. 1843)
- 19 marzo - Michele Gerardo Pasquarelli, medico e antropologo italiano (n. 1868)
- 20 marzo - Fernand Cormon, pittore francese (n. 1845)
- 20 marzo - Lucien Désiré Joseph Courchet, botanico francese (n. 1851)
- 20 marzo - Sophia Goudstikker, fotografa tedesca (n. 1865)
- 21 marzo - Frederick Heckwolf, velocista statunitense (n. 1879)
- 21 marzo - Stepan Michajlovič Levitskij, scacchista russo (n. 1876)
- 21 marzo - Ronald Orr, calciatore scozzese (n. 1876)
- 21 marzo - Auguste Serrurier, arciere francese (n. 1857)
- 22 marzo - Louis Delluc, regista cinematografico, sceneggiatore e critico cinematografico francese (n. 1890)
- 22 marzo - Anselmo Lorecchio, avvocato, giornalista e politico italiano (n. 1843)
- 22 marzo - Robert Georges Nivelle, generale francese (n. 1856)
- 24 marzo - Carlo Bernardino Ferrero, scrittore italiano (n. 1866)
- 25 marzo - Wong Fei-hung, medico e artista marziale cinese (n. 1847)
- 26 marzo - Nicola Bonservizi, giornalista italiano (n. 1890)
- 26 marzo - Eduard Herzog, vescovo vetero-cattolico svizzero (n. 1841)
- 26 marzo - Pasquale Leonardi Cattolica, politico e ammiraglio italiano (n. 1854)
- 26 marzo - Raffaello Ojetti, architetto italiano (n. 1845)
- 26 marzo - Caterina Pigorini Beri, scrittrice italiana (n. 1845)
- 27 marzo - Alice Carmen Gouvy, designer statunitense
- 27 marzo - John George Alexander Leishman, imprenditore e diplomatico statunitense (n. 1857)
- 27 marzo - Walter Parratt, organista e compositore inglese (n. 1841)
- 28 marzo - Józef Sebastian Pelczar, vescovo cattolico polacco (n. 1842)
- 28 marzo - Umberto Postiglione, anarchico italiano (n. 1893)
- 29 marzo - Arthur Edward Aitken, generale britannico (n. 1861)
- 29 marzo - Charles Villiers Stanford, compositore e direttore d'orchestra irlandese (n. 1852)
- 30 marzo - Glen MacDonough, scrittore, librettista e paroliere statunitense (n. 1870)
- 31 marzo - Nilo Peçanha, avvocato e politico brasiliano (n. 1867)

## Aprile(43)
- 1º aprile - Lloyd Hildebrand, pistard britannico (n. 1870)
- 1º aprile - Stan Rowley, velocista e mezzofondista australiano (n. 1876)
- 2 aprile - Bernardo Valentim Moreira de Sá, violinista, musicologo e direttore d'orchestra portoghese (n. 1853)
- 2 aprile - Maximilián Pirner, pittore ceco (n. 1854)
- 2 aprile - Eugenius Warming, botanico danese (n. 1841)
- 3 aprile - Giovanni Battista De Negri, tenore italiano (n. 1851)
- 3 aprile - Franz von Bayros, artista, illustratore e pittore austriaco (n. 1866)
- 4 aprile - Arnold Pick, neurologo e psichiatra austro-ungarico (n. 1851)
- 5 aprile - Victor Hensen, biologo tedesco (n. 1835)
- 6 aprile - Ettore Sacchi, avvocato e politico italiano (n. 1851)
- 7 aprile - Felice Momigliano, storico e scrittore italiano (n. 1866)
- 8 aprile - Fiorenzo Bava Beccaris, generale italiano (n. 1831)
- 9 aprile - Vincenzo Mendaia, magistrato e politico italiano (n. 1855)
- 9 aprile - Ugo Rindi, anarchico e antifascista italiano (n. 1882)
- 10 aprile - Hugo Stinnes, imprenditore e politico tedesco (n. 1870)
- 11 aprile - Tia Ciata, imprenditrice e artista brasiliana (n. 1854)
- 12 aprile - Vincenzo Cosenza, avvocato, magistrato e politico italiano (n. 1844)
- 13 aprile - João Bonança, giornalista portoghese (n. 1836)
- 14 aprile - Rolando Napoleone Bonaparte, botanico e geografo francese (n. 1858)
- 14 aprile - Louis Sullivan, architetto statunitense (n. 1856)
- 14 aprile - Annibale Vigna, avvocato e politico italiano (n. 1862)
- 15 aprile - Eduard Caudella, compositore, violinista e direttore d'orchestra romeno (n. 1841)
- 15 aprile - Nera Marmora, soprano italiano (n. 1891)
- 16 aprile - Amleto Novelli, attore italiano (n. 1885)
- 17 aprile - Pasquale Oro, generale italiano (n. 1849)
- 17 aprile - Robert Studer, calciatore svizzero (n. 1879)
- 18 aprile - Denis Kelly, vescovo cattolico irlandese (n. 1852)
- 20 aprile - Pasquale Del Giudice, giurista e politico italiano (n. 1842)
- 20 aprile - Caroline Ingalls, statunitense (n. 1839)
- 21 aprile - Marie Corelli, scrittrice e poetessa inglese (n. 1855)
- 21 aprile - Manuel M. Diéguez, generale, politico e rivoluzionario messicano (n. 1874)
- 21 aprile - Eleonora Duse, attrice teatrale italiana (n. 1858)
- 21 aprile - Richard Paltauf, patologo e batteriologo austriaco (n. 1858)
- 22 aprile - Anna del Liechtenstein, principessa austriaca (n. 1846)
- 22 aprile - Avni Rustemi, politico, patriota e militare albanese (n. 1895)
- 23 aprile - Bertram Goodhue, architetto statunitense (n. 1869)
- 24 aprile - Giovanni Battista Borachia, vescovo cattolico italiano (n. 1849)
- 24 aprile - Stanley Hall, psicologo e pedagogista statunitense (n. 1846)
- 26 aprile - Josef Labor, pianista, organista e compositore boemo (n. 1842)
- 28 aprile - Nicola Lanzillotti Buonsanti, veterinario, filosofo e patriota italiano (n. 1846)
- 30 aprile - Lelio Gaviglio, aviatore italiano (n. 1870)
- 30 aprile - Carlo Menon, imprenditore italiano (n. 1858)
- 30 aprile - Lodovico Zdekauer, archivista, giurista e storico ceco (n. 1855)

## Maggio(41)
- 2 maggio - Charles Eugene Lancelot Brown, progettista e imprenditore svizzero (n. 1863)
- 2 maggio - Edith Maryon, scultrice e esoterista inglese (n. 1872)
- 4 maggio - Edith Nesbit, scrittrice inglese (n. 1858)
- 6 maggio - Harry Yount, militare e esploratore statunitense (n. 1839)
- 7 maggio - Dimităr Blagoev, politico bulgaro (n. 1856)
- 7 maggio - Jaroslav Čížek, calciatore boemo (n. 1887)
- 7 maggio - Georg Selenius, ginnasta norvegese (n. 1884)
- 8 maggio - Albert Cim, romanziere e bibliografo francese (n. 1845)
- 10 maggio - Adolfo Albertazzi, scrittore italiano (n. 1865)
- 10 maggio - Hermann Kretzschmar, compositore, insegnante e filosofo tedesco (n. 1848)
- 10 maggio - Alberto Riva, ingegnere e imprenditore italiano (n. 1848)
- 14 maggio - Enrico Barone, militare, storico e economista italiano (n. 1859)
- 14 maggio - Lino Maupas, religioso italiano (n. 1866)
- 14 maggio - Fortunato Maycotte, generale messicano (n. 1891)
- 15 maggio - Paul-Henri-Benjamin d'Estournelles de Constant, diplomatico e politico francese (n. 1852)
- 16 maggio - Candy Cummings, giocatore di baseball statunitense (n. 1848)
- 16 maggio - Francesco Mazza, politico e generale italiano (n. 1841)
- 17 maggio - Filippo Tolli, poeta, scrittore e politico italiano (n. 1843)
- 18 maggio - Arturo Finadri, avvocato, notaio e politico italiano (n. 1856)
- 18 maggio - Corrado Segre, matematico italiano (n. 1863)
- 18 maggio - Charles Vere Ferrers Townshend, generale britannico (n. 1861)
- 19 maggio - Maria Bernarda Bütler, religiosa svizzera (n. 1848)
- 20 maggio - Lucia Fairchild Fuller, pittrice statunitense (n. 1872)
- 20 maggio - Edward Goschen, diplomatico inglese (n. 1847)
- 20 maggio - Bogd Khan, religioso mongolo (n. 1869)
- 21 maggio - Adílio Da Ronch, brasiliano (n. 1908)
- 22 maggio - Viktor Pavlovič Nogin, rivoluzionario e politico russo (n. 1878)
- 23 maggio - Joseph Aubert, pittore francese (n. 1849)
- 24 maggio - Augusto Witting, ammiraglio e scrittore italiano (n. 1846)
- 25 maggio - Charles William Andrews, paleontologo britannico (n. 1866)
- 25 maggio - Ljubov' Sergeevna Popova, pittrice e scenografa russa (n. 1889)
- 26 maggio - Vittorio Cuttin, scrittore e giornalista italiano (n. 1870)
- 26 maggio - Nicola Gaetani d'Alife, nobile, imprenditore e politico italiano (n. 1857)
- 26 maggio - Cláudio José Gonçalves Ponce de Leão, arcivescovo cattolico brasiliano (n. 1841)
- 26 maggio - Victor Herbert, compositore, violoncellista e direttore d'orchestra irlandese (n. 1859)
- 27 maggio - Frank Farrington, attore statunitense (n. 1873)
- 27 maggio - Aaron Hoffman, sceneggiatore e paroliere statunitense (n. 1880)
- 27 maggio - Domenico Pecile, agronomo e politico italiano (n. 1852)
- 27 maggio - André Renaux, calciatore francese (n. 1882)
- 29 maggio - Paul Cambon, diplomatico francese (n. 1843)
- 30 maggio - Amélie Beaury-Saurel, pittrice francese (n. 1848)

## Giugno(44)
- 1º giugno - James Albert Bonsack, inventore statunitense (n. 1859)
- 1º giugno - Charles Oberthür, entomologo francese (n. 1845)
- 2 giugno - Francesco Ciceri, vescovo cattolico italiano (n. 1848)
- 2 giugno - Anna Palm de Rosa, pittrice svedese (n. 1859)
- 2 giugno - Ferdinand von Schlör, vescovo cattolico tedesco (n. 1839)
- 3 giugno - Franz Kafka, scrittore austro-ungarico (n. 1883)
- 4 giugno - Carlo Puini, orientalista italiano (n. 1839)
- 5 giugno - Qian Nengxun, politico cinese (n. 1869)
- 6 giugno - Walter Kypke, militare e aviatore tedesco (n. 1893)
- 6 giugno - Andrea Righetti, vescovo cattolico italiano (n. 1843)
- 7 giugno - William Pirrie, imprenditore irlandese (n. 1847)
- 7 giugno - Carlo Sada, architetto italiano (n. 1849)
- 7 giugno - Friedrich Spitta, teologo tedesco (n. 1852)
- 8 giugno - Ernesto Cortissoz, imprenditore colombiano (n. 1884)
- 8 giugno - Mortimer Durand, diplomatico e scrittore britannico (n. 1850)
- 8 giugno - Andrew Irvine, alpinista britannico (n. 1902)
- 8 giugno - George Mallory, alpinista e docente britannico (n. 1886)
- 8 giugno - Eugenio Valli, avvocato, giornalista e politico italiano (n. 1853)
- 9 giugno - Charles Brandt, attore statunitense (n. 1862)
- 10 giugno - Salvador Alvarado, generale e politico messicano (n. 1880)
- 10 giugno - Giacomo Matteotti, politico, giornalista e antifascista italiano (n. 1885)
- 10 giugno - Edward Poppe, presbitero belga (n. 1890)
- 10 giugno - Lola Visconti, attrice italiana (n. 1891)
- 11 giugno - Théodore Dubois, compositore e organista francese (n. 1837)
- 13 giugno - Paolo Sala, pittore e docente italiano (n. 1859)
- 14 giugno - Frank Gilbreth, ingegnere statunitense (n. 1868)
- 14 giugno - Milton Nobles, sceneggiatore, romanziere e commediografo statunitense (n. 1844)
- 15 giugno - Eugenio Donadoni, critico letterario italiano (n. 1870)
- 15 giugno - Gustave Geley, medico e parapsicologo francese (n. 1868)
- 15 giugno - Luigi Scorrano, pittore italiano (n. 1849)
- 16 giugno - Richard Lyon-Dalberg-Acton, II barone Acton, diplomatico inglese (n. 1870)
- 18 giugno - Giuseppe De Sanctis, pittore italiano (n. 1858)
- 19 giugno - Lavinia Schulz, ballerina e attrice tedesca (n. 1896)
- 19 giugno - Adolphus William Ward, storico e letterato inglese (n. 1837)
- 20 giugno - Francisco Iturrino, pittore spagnolo (n. 1864)
- 20 giugno - Jan Pech, calciatore boemo (n. 1886)
- 22 giugno - Theodor Wolf, naturalista e esploratore tedesco (n. 1841)
- 22 giugno - Friederich von Kleudgen, pittore tedesco (n. 1856)
- 23 giugno - Eugenio Giraldoni, baritono italiano (n. 1871)
- 24 giugno - Ignazio Giorgi, bibliotecario, paleografo e diplomatista italiano (n. 1849)
- 24 giugno - Armando Perotti, scrittore, poeta e giornalista italiano (n. 1865)
- 25 giugno - Charles Chubb, ornitologo britannico (n. 1851)
- 28 giugno - Jack Darragh, hockeista su ghiaccio canadese (n. 1890)
- 30 giugno - Praskov'ja Sergeevna Ščerbatova, storica e archeologa russa (n. 1840)

## Luglio(44)
- 2 luglio - Federico Martinotti, enologo italiano (n. 1860)
- 2 luglio - Matsukata Masayoshi, politico giapponese (n. 1835)
- 2 luglio - Gaspare Moretto, religioso e missionario italiano (n. 1880)
- 2 luglio - William Henry Upham, politico e militare statunitense (n. 1841)
- 3 luglio - Franz Boll, filologo classico e grecista tedesco (n. 1867)
- 3 luglio - Giuseppe Celle, ingegnere, urbanista e architetto italiano (n. 1863)
- 3 luglio - Camillo De Riso, attore e regista italiano (n. 1854)
- 4 luglio - Frederik van Bylandt, diplomatico e politico olandese (n. 1841)
- 4 luglio - Josef Herzig, chimico austriaco (n. 1853)
- 5 luglio - Juanita Caracciolo, soprano italiana (n. 1888)
- 12 luglio - Henrietta Ward, pittrice inglese (n. 1832)
- 13 luglio - Vittorio Lollini, avvocato e politico italiano (n. 1860)
- 13 luglio - Alfred Marshall, economista inglese (n. 1842)
- 13 luglio - Maurice-Henri Weil, storico francese (n. 1845)
- 15 luglio - Azem Galica, militare albanese (n. 1889)
- 15 luglio - Alberto Cencelli, politico e agronomo italiano (n. 1860)
- 15 luglio - Paul Mauch, calciatore tedesco (n. 1897)
- 15 luglio - Giacomo Trabucco, geologo, cartografo e paleontologo italiano (n. 1845)
- 16 luglio - Marius Borgeaud, pittore svizzero (n. 1861)
- 16 luglio - Francesco Fanelli, pittore italiano (n. 1869)
- 17 luglio - Ricciotti Garibaldi, generale, politico e patriota italiano (n. 1847)
- 17 luglio - Isabella Stewart Gardner, collezionista d'arte e mecenate statunitense (n. 1840)
- 18 luglio - Àngel Guimerà, scrittore, commediografo e sceneggiatore spagnolo (n. 1847)
- 20 luglio - Edoardo Bassini, chirurgo italiano (n. 1844)
- 20 luglio - Giorgio Piccoli, patriota e politico italiano (n. 1840)
- 22 luglio - Mariano Barbasán, pittore spagnolo (n. 1864)
- 22 luglio - Bengt Lagercrantz, tiratore a volo svedese (n. 1887)
- 22 luglio - Joseph Verlet, calciatore francese (n. 1883)
- 23 luglio - Frank Frost Abbott, filologo classico e storico statunitense (n. 1860)
- 25 luglio - Muṣṭafā Luṭfī al-Manfalūṭī, scrittore e poeta egiziano (n. 1876)
- 25 luglio - Lino Selvatico, pittore italiano (n. 1872)
- 26 luglio - Giovanni Battista Bossi, architetto italiano (n. 1864)
- 26 luglio - William Robert Ogilvie-Grant, ornitologo scozzese (n. 1863)
- 26 luglio - Filiberto Petiti, pittore e incisore italiano (n. 1845)
- 26 luglio - Carlo d'Ormeville, drammaturgo, librettista e critico musicale italiano (n. 1840)
- 27 luglio - Ferruccio Busoni, compositore e pianista italiano (n. 1866)
- 27 luglio - Elia Pampuri, lottatore italiano (n. 1886)
- 28 luglio - Elizaveta Andreevna Šuvalova, nobildonna russa (n. 1845)
- 29 luglio - Sōtīrios Krokidas, politico greco (n. 1852)
- 30 luglio - Emma Eckstein, psicoanalista austriaca (n. 1865)
- 30 luglio - John Wylie, calciatore inglese (n. 1854)
- 31 luglio - Giovanni Battista De Toni, botanico, medico e chimico italiano (n. 1864)
- 31 luglio - Dora Melegari, scrittrice italiana (n. 1849)
- 31 luglio - Francesco Giuseppe di Battenberg, nobile (n. 1861)

## Agosto(42)
- 3 agosto - Joseph Conrad, scrittore e navigatore polacco (n. 1857)
- 5 agosto - Marie-Louis Damotte, schermidore francese (n. 1858)
- 5 agosto - Paul Gottereau, architetto francese (n. 1843)
- 5 agosto - George Majeroni, attore australiano (n. 1877)
- 5 agosto - Nikolaj Vasil'evič Orlov, pittore russo (n. 1863)
- 5 agosto - Teodor Teodorov, politico bulgaro (n. 1859)
- 6 agosto - Gaetano Capone, pittore italiano (n. 1845)
- 7 agosto - Joan Salvat Papasseit, poeta spagnolo (n. 1894)
- 8 agosto - Louis-Gustave Richelot, ginecologo e chirurgo francese (n. 1844)
- 8 agosto - Alfredo Zopfi, imprenditore svizzero (n. 1864)
- 9 agosto - Tommaso De Amicis, politico e dermatologo italiano (n. 1838)
- 9 agosto - L. Rogers Lytton, attore, regista e sceneggiatore statunitense (n. 1867)
- 10 agosto - John James Stevenson, geologo statunitense (n. 1841)
- 11 agosto - Franz Heinrich Schwechten, architetto tedesco (n. 1841)
- 12 agosto - Sándor Bródy, scrittore e giornalista ungherese (n. 1863)
- 13 agosto - Julián Aguirre, compositore, pianista e critico musicale argentino (n. 1868)
- 13 agosto - Jan Rutgers, medico e sessuologo olandese (n. 1850)
- 15 agosto - Francis Knollys, I visconte Knollys, ufficiale inglese (n. 1837)
- 16 agosto - Henry Céard, scrittore e drammaturgo francese (n. 1851)
- 17 agosto - Paul Natorp, filosofo e storico tedesco (n. 1854)
- 17 agosto - Pavel Samuilovič Uryson, matematico russo (n. 1898)
- 18 agosto - Antoine de Mitry, generale francese (n. 1857)
- 18 agosto - Ignaz Mitterer, compositore austriaco (n. 1850)
- 19 agosto - Ferdinand Cheval, scultore francese (n. 1836)
- 19 agosto - René Nulens, ciclista su strada e pistard belga (n. 1868)
- 20 agosto - Sofus Arctander, politico norvegese (n. 1845)
- 21 agosto - Cesare Sesia, calciatore italiano (n. 1898)
- 23 agosto - Salvador Abril y Blasco, pittore spagnolo (n. 1862)
- 24 agosto - Albert Meyer, fotografo tedesco (n. 1857)
- 25 agosto - Mariano Álvarez, generale e politico filippino (n. 1818)
- 25 agosto - Ludvík Aust, politico ceco (n. 1863)
- 25 agosto - Renato Brogi, compositore italiano (n. 1873)
- 25 agosto - Calogero Licata, vescovo cattolico italiano (n. 1872)
- 26 agosto - Eugène Py, direttore della fotografia e regista cinematografico francese (n. 1859)
- 27 agosto - Varvara Ivanovna Aleksandrova, rivoluzionaria russa (n. 1852)
- 27 agosto - William Bayliss, fisiologo britannico (n. 1860)
- 27 agosto - Casimir Semelaigne, schermidore francese (n. 1853)
- 28 agosto - David Marston Clough, politico statunitense (n. 1846)
- 28 agosto - Adolfo De Bosis, poeta, traduttore e dirigente d'azienda italiano (n. 1863)
- 28 agosto - Henry Gage, politico statunitense (n. 1852)
- 30 agosto - Waldemar Jungner, inventore e ingegnere svedese (n. 1869)
- 30 agosto - Lucio Mariani, archeologo italiano (n. 1865)

## Settembre(46)
- 1º settembre - Joseph Blackburne, scacchista britannico (n. 1841)
- 1º settembre - Zeynalabdin Taghiyev, imprenditore e filantropo azero (n. 1821)
- 2 settembre - Dario Resta, pilota automobilistico italiano (n. 1882)
- 5 settembre - Johan Axel Gustaf Acke, scultore, pittore e progettista svedese (n. 1859)
- 6 settembre - Luigi Baronchelli, organista e compositore italiano (n. 1858)
- 6 settembre - Maria Valeria d'Asburgo-Lorena, nobildonna austriaca (n. 1868)
- 8 settembre - Elena d'Asburgo-Lorena, nobildonna austriaca (n. 1903)
- 9 settembre - John Barrow, calciatore e allenatore di calcio inglese (n. 1871)
- 9 settembre - Ma'mun Al Rashid Perkasa Alamyah, sovrano indonesiano (n. 1855)
- 9 settembre - Arnaldo Segarizzi, bibliotecario e storico italiano (n. 1872)
- 10 settembre - Alberto Bacchi della Lega, bibliografo e scrittore italiano (n. 1848)
- 10 settembre - Eva May, attrice austriaca (n. 1902)
- 10 settembre - Francesco Pais-Serra, politico italiano (n. 1837)
- 10 settembre - Irma Melany Scodnik, scrittrice e attivista italiana (n. 1847)
- 11 settembre - Frate Menotti, disegnatore italiano (n. 1863)
- 11 settembre - Alessandro Ghignoni, presbitero e letterato italiano (n. 1857)
- 11 settembre - Muhammad Jamalul Alam II, sovrano bruneiano (n. 1889)
- 12 settembre - Giulio Cantalamessa, museologo, pittore e critico d'arte italiano (n. 1846)
- 12 settembre - Armando Casalini, politico italiano (n. 1883)
- 13 settembre - Pekka Juhani Hannikainen, compositore finlandese (n. 1854)
- 14 settembre - Conrad Magnusson, tiratore di fune statunitense (n. 1873)
- 15 settembre - Frank Chance, giocatore di baseball e allenatore di baseball statunitense (n. 1876)
- 15 settembre - Wilhelm Roux, biologo tedesco (n. 1850)
- 16 settembre - Alfredo Franziosi, calciatore e arbitro di calcio italiano (n. 1885)
- 17 settembre - John Martin Schaeberle, astronomo tedesco (n. 1853)
- 18 settembre - Francis Herbert Bradley, filosofo inglese (n. 1846)
- 18 settembre - Alessandro Trerè, calciatore italiano (n. 1884)
- 19 settembre - Antonio Augusto Intreccialagli, arcivescovo cattolico italiano (n. 1852)
- 19 settembre - Hannibal Sehested, politico danese (n. 1842)
- 20 settembre - Albert Holness, esploratore britannico (n. 1892)
- 22 settembre - Hermann Kövess, generale austro-ungarico (n. 1854)
- 22 settembre - David McGowan, arciere statunitense (n. 1838)
- 23 settembre - Ben Deeley, attore statunitense (n. 1878)
- 23 settembre - Ailwyn Fellowes, I barone Ailwyn, politico inglese (n. 1855)
- 23 settembre - Emilio Raicevich, lottatore e attore italiano (n. 1873)
- 24 settembre - Manuel Estrada Cabrera, politico guatemalteco (n. 1857)
- 24 settembre - Alexandre Lacassagne, antropologo francese (n. 1843)
- 24 settembre - Adolfo Ruscelli, ciclista su strada e pistard italiano (n. 1873)
- 25 settembre - Lotta Crabtree, attrice statunitense (n. 1847)
- 28 settembre - Harry Bradshaw, allenatore di calcio britannico (n. 1853)
- 28 settembre - Iwan Gilkin, poeta belga (n. 1858)
- 28 settembre - Giuseppe Mario Gioda, politico, giornalista e pubblicista italiano (n. 1883)
- 28 settembre - T. Tamamoto, attore giapponese (n. 1879)
- 29 settembre - Eduardo Arolas, fisarmonicista, compositore e direttore d'orchestra argentino (n. 1892)
- 29 settembre - Giuseppe Bocca, politico e avvocato italiano (n. 1856)
- 29 settembre - Hugh Chisholm, giornalista britannico (n. 1866)

## Ottobre(48)
- 1º ottobre - Stefano Cavazzutti, medico e etnologo italiano (n. 1845)
- 1º ottobre - Ulysses Davis, regista e sceneggiatore statunitense (n. 1872)
- 1º ottobre - Henri Sellier, calciatore francese (n. 1889)
- 3 ottobre - Juan Anacleto Araneta, imprenditore e rivoluzionario filippino (n. 1852)
- 3 ottobre - Alois Walde, linguista austriaco (n. 1869)
- 5 ottobre - Dezideriu Jacobi, calciatore rumeno (n. 1900)
- 7 ottobre - Clifford Milburn Holland, ingegnere statunitense (n. 1883)
- 8 ottobre - James Britten, botanico inglese (n. 1846)
- 8 ottobre - Mario Cermenati, naturalista e politico italiano (n. 1868)
- 8 ottobre - Louise Rayner, pittrice britannica (n. 1832)
- 9 ottobre - Valerij Jakovlevič Brjusov, poeta russo (n. 1873)
- 9 ottobre - Carlo Ferraris, economista, statistico e politico italiano (n. 1850)
- 9 ottobre - Lin Shu, scrittore, letterato e traduttore cinese (n. 1852)
- 10 ottobre - Carlotta Clerici, educatrice italiana (n. 1851)
- 10 ottobre - József Dobos, cuoco, pasticcere e imprenditore ungherese (n. 1847)
- 12 ottobre - Anatole France, scrittore francese (n. 1844)
- 12 ottobre - Kate Lester, attrice inglese (n. 1857)
- 13 ottobre - Wallys Ghiglione, calciatore, arbitro di calcio e imprenditore italiano (n. 1875)
- 13 ottobre - Emile Gillieron, archeologo, progettista e artista svizzero (n. 1850)
- 13 ottobre - Kiyotake Shigeno, aviatore giapponese (n. 1882)
- 15 ottobre - Maria Goia, politica e sindacalista italiana (n. 1878)
- 17 ottobre - Frank Dayton, attore statunitense (n. 1865)
- 17 ottobre - William Botting Hemsley, botanico britannico (n. 1843)
- 17 ottobre - Gaetano Marinelli, pittore italiano (n. 1835)
- 18 ottobre - Giannino Ancillotto, ufficiale e aviatore italiano (n. 1896)
- 18 ottobre - Herbert Rawson, calciatore mauriziano (n. 1852)
- 19 ottobre - Hugo von Freytag-Loringhoven, generale tedesco (n. 1855)
- 20 ottobre - Giacomo Kern, presbitero austriaco (n. 1897)
- 20 ottobre - Clemente Onelli, naturalista, paleontologo e geologo italiano (n. 1864)
- 21 ottobre - Nunzio Aula, imprenditore e politico italiano (n. 1842)
- 21 ottobre - Viktor Kovačić, architetto croato (n. 1874)
- 21 ottobre - Martin-Pierre Marsick, violinista e docente belga (n. 1847)
- 21 ottobre - Jules Tyck, militare e aviatore belga (n. 1889)
- 22 ottobre - Louis-Émile Bertin, ingegnere navale francese (n. 1840)
- 22 ottobre - Léon Bourjade, militare e aviatore francese (n. 1889)
- 22 ottobre - Giovanni Landini, imprenditore italiano (n. 1859)
- 23 ottobre - Malvina Cavallazzi, ballerina italiana (n. 1852)
- 25 ottobre - John Alcindor, medico e attivista trinidadiano (n. 1873)
- 25 ottobre - Ziya Gökalp, sociologo e scrittore turco (n. 1876)
- 26 ottobre - Luigi Pelloux, generale e politico italiano (n. 1839)
- 27 ottobre - Émile Poilleux, violinista e compositore francese (n. 1866)
- 28 ottobre - Walter Boveri, imprenditore tedesco (n. 1865)
- 28 ottobre - Franz von Holub, ammiraglio austriaco (n. 1865)
- 28 ottobre - Édouard de Max, attore rumeno (n. 1869)
- 28 ottobre - Alfredo Savini, pittore italiano (n. 1868)
- 29 ottobre - Frances Hodgson Burnett, commediografa e scrittrice britannica (n. 1849)
- 29 ottobre - Maffeo Pantaleoni, economista e politico italiano (n. 1857)
- 31 ottobre - Jaroslav Hlava, patologo ceco (n. 1855)

## Novembre(49)
- 2 novembre - Augusto Abegg, imprenditore, dirigente d'azienda e filantropo svizzero (n. 1861)
- 2 novembre - Kai Nielsen, scultore danese (n. 1882)
- 3 novembre - Ines Donati, attivista italiana (n. 1900)
- 3 novembre - Stanlislaus Kostka Govern, giocatore di baseball, giornalista e attore statunitense (n. 1854)
- 3 novembre - Ned Hollister, zoologo statunitense (n. 1876)
- 3 novembre - Mario di Carpegna, politico e militare italiano (n. 1856)
- 4 novembre - Gabriel Fauré, compositore e organista francese (n. 1845)
- 5 novembre - Pesend Hanım, principessa abcasa (n. 1876)
- 5 novembre - Boris Vital'evič Čajkovskij, regista cinematografico russo (n. 1888)
- 7 novembre - Thomas Graham Jackson, architetto britannico (n. 1835)
- 7 novembre - Hans Thoma, pittore tedesco (n. 1839)
- 8 novembre - Sergej Michajlovič Ljapunov, compositore e pianista russo (n. 1859)
- 8 novembre - Mike Merlo, politico e mafioso italiano (n. 1880)
- 9 novembre - Henry Cabot Lodge, politico statunitense (n. 1850)
- 10 novembre - Dean O'Banion, mafioso statunitense (n. 1892)
- 11 novembre - Georges Madon, militare e aviatore francese (n. 1892)
- 11 novembre - József Zichy, nobile e politico ungherese (n. 1841)
- 12 novembre - Carlo De Stefani, geologo e paleontologo italiano (n. 1851)
- 12 novembre - Edmund Dene Morel, giornalista, scrittore e politico britannico (n. 1873)
- 13 novembre - Friedrich Albin Hoffmann, medico tedesco (n. 1843)
- 14 novembre - Ludo Moritz Hartmann, storico, politico e diplomatista austriaco (n. 1865)
- 15 novembre - Alfred Davis, allenatore di calcio inglese (n. 1866)
- 15 novembre - Mansueto De Amicis, imprenditore e politico italiano (n. 1851)
- 15 novembre - Edwin Samuel Montagu, politico britannico (n. 1879)
- 15 novembre - Daisuke Namba, attivista giapponese (n. 1899)
- 15 novembre - Sacadura Cabral, aviatore e ufficiale portoghese (n. 1881)
- 15 novembre - Jakub Schikaneder, pittore ceco (n. 1855)
- 17 novembre - Luigi Cavalli, politico italiano (n. 1839)
- 17 novembre - Gregorio VII di Costantinopoli, arcivescovo ortodosso greco (n. 1850)
- 17 novembre - Konrad Hirsch, calciatore svedese (n. 1900)
- 17 novembre - Eugène Simon, naturalista francese (n. 1848)
- 18 novembre - Stewart Headlam, prete e religioso inglese (n. 1847)
- 18 novembre - Marius Vasselon, pittore francese (n. 1841)
- 19 novembre - Thomas H. Ince, regista cinematografico, produttore cinematografico e sceneggiatore statunitense (n. 1882)
- 19 novembre - Michael Logue, cardinale e arcivescovo cattolico irlandese (n. 1840)
- 19 novembre - Emile Enrico Ragusa, imprenditore e entomologo italiano (n. 1849)
- 20 novembre - Dora Hitz, pittrice tedesca (n. 1856)
- 20 novembre - Casimiro Mondino, medico italiano (n. 1859)
- 20 novembre - Ebenezer Cobb Morley, dirigente sportivo inglese (n. 1831)
- 21 novembre - Florence Harding, first lady statunitense (n. 1860)
- 21 novembre - Alois Riehl, filosofo austriaco (n. 1844)
- 22 novembre - Herman Heijermans, drammaturgo e scrittore olandese (n. 1864)
- 23 novembre - Charlie Watts, calciatore inglese (n. 1870)
- 24 novembre - Fernando Tamagnini de Abreu e Silva, generale portoghese (n. 1856)
- 24 novembre - Ernest Chantre, archeologo, antropologo e naturalista francese (n. 1843)
- 24 novembre - Henry Somerset, IX duca di Beaufort, militare e nobile inglese (n. 1847)
- 24 novembre - Abramo Spinelli, pittore italiano (n. 1855)
- 27 novembre - Augusto Brusconi, architetto e funzionario italiano (n. 1859)
- 29 novembre - Giacomo Puccini, compositore italiano (n. 1858)

## Dicembre(46)
- 2 dicembre - Kazimieras Būga, glottologo e linguista lituano (n. 1879)
- 2 dicembre - Karl Probst, pittore austriaco (n. 1854)
- 4 dicembre - Cipriano Castro, politico venezuelano (n. 1858)
- 4 dicembre - René de La Tour du Pin, politico e militare francese (n. 1834)
- 5 dicembre - Pietro Cardani, fisico e politico italiano (n. 1858)
- 6 dicembre - Klara Zamenhof, esperantista polacca (n. 1863)
- 7 dicembre - Gaspare Cocozza di Montanara, politico italiano (n. 1843)
- 7 dicembre - William Henry Finlay, astronomo sudafricano (n. 1849)
- 7 dicembre - Charles Hermans, pittore belga (n. 1839)
- 8 dicembre - Carl Anton Larsen, navigatore e esploratore norvegese (n. 1860)
- 8 dicembre - Xaver Scharwenka, pianista, compositore e docente tedesco (n. 1850)
- 10 dicembre - Ludovico Gioja, diplomatico italiano (n. 1845)
- 12 dicembre - Aleksandr L'vovič Parvus, rivoluzionario russo (n. 1867)
- 14 dicembre - Pietro Pomares y de Morant, arcivescovo cattolico italiano (n. 1877)
- 15 dicembre - Jean Geoffroy, pittore e illustratore francese (n. 1853)
- 15 dicembre - Franz Friedrich Kohl, entomologo austriaco (n. 1851)
- 15 dicembre - Friedrich Trendelenburg, chirurgo tedesco (n. 1844)
- 18 dicembre - Francesco Sidoli, arcivescovo cattolico italiano (n. 1874)
- 19 dicembre - Luis Emilio Recabarren, politico cileno (n. 1876)
- 20 dicembre - Giuseppe Jovinelli, impresario teatrale italiano (n. 1866)
- 20 dicembre - Robert Thach, golfista statunitense (n. 1866)
- 21 dicembre - Heinrich Dreser, chimico tedesco (n. 1860)
- 21 dicembre - Francesco Negri, fotografo italiano (n. 1841)
- 22 dicembre - Karl Denke, serial killer tedesco (n. 1860)
- 23 dicembre - George Dockrell, nuotatore britannico (n. 1886)
- 24 dicembre - Emilio Gallori, scultore italiano (n. 1846)
- 24 dicembre - Sigismondo Nardi, pittore italiano (n. 1866)
- 25 dicembre - Viktor Parma, compositore sloveno (n. 1858)
- 25 dicembre - Georges Rouy, botanico francese (n. 1851)
- 26 dicembre - Angelo Persico, magistrato e politico italiano (n. 1853)
- 27 dicembre - William Archer, drammaturgo, critico teatrale e traduttore inglese (n. 1856)
- 27 dicembre - Gaetano Ardizzoni, poeta e scrittore italiano (n. 1836)
- 27 dicembre - Léon Bakst, pittore, scenografo e illustratore russo (n. 1866)
- 27 dicembre - Awda Abu Tayi, arabo (n. 1870)
- 28 dicembre - Marcel·lià Coquillat, architetto spagnolo (n. 1865)
- 28 dicembre - Giuseppe Monticone, calciatore italiano (n. 1900)
- 28 dicembre - Eugène Mougin, arciere francese (n. 1852)
- 28 dicembre - Rosolino Orlando, imprenditore, filantropo e politico italiano (n. 1860)
- 29 dicembre - Luigi Bottazzo, organista e compositore italiano (n. 1845)
- 29 dicembre - George Downing Living, chimico inglese (n. 1827)
- 29 dicembre - Carl Spitteler, poeta, critico letterario e insegnante svizzero (n. 1845)
- 30 dicembre - Adolfo Brunicardi, ingegnere, giornalista e politico italiano (n. 1851)
- 30 dicembre - Oreste Giorgi, cardinale e arcivescovo cattolico italiano (n. 1856)
- 31 dicembre - Georg Ludwig Rudolf Maercker, generale tedesco (n. 1865)
- 31 dicembre - Giuseppina Nicoli, religiosa italiana (n. 1863)
- 31 dicembre - Tomioka Tessai, pittore e calligrafo giapponese (n. 1837)

## Senza giorno specificato(53)
- Paul Abram, pittore francese (n. 1854)
- Rosario Alagna, matematico italiano (n. 1853)
- Albert Hoffmann, botanico tedesco (n. 1846)
- Ivan Angelov, pittore bulgaro (n. 1864)
- Alfred Angot, meteorologo francese (n. 1848)
- Antonio Anzilotti, storico italiano (n. 1885)
- Cecilio Arpesani, architetto italiano (n. 1853)
- Arsenio il Cappadoce, monaco cristiano greco (n. 1840)
- Eduardo Boscá, medico e naturalista spagnolo (n. 1843)
- Giuseppe Bres, scrittore e critico d'arte italiano (n. 1842)
- Ottavio Briccola, generale italiano (n. 1853)
- George Buchanan, diplomatico britannico (n. 1854)
- Sergej Semënovič Chabalov, generale russo (n. 1858)
- Jose Chavez y Chavez, pistolero statunitense (n. 1851)
- Victor Collin de Plancy, diplomatico e collezionista d'arte francese (n. 1853)
- Giovan Battista Comencini, architetto italiano (n. 1849)
- Tito Conti, pittore italiano (n. 1842)
- William Young Craig, imprenditore e politico inglese (n. 1827)
- Raffaele D'Atri, pianista, docente e compositore italiano (n. 1853)
- Dante Del Papa, tenore italiano (n. 1854)
- Louis Dubreuilh, politico francese (n. 1862)
- Siegmund Gabriel, chimico tedesco (n. 1851)
- Vincenza Garelli della Morea, compositrice e pianista italiana (n. 1859)
- Archibald Geikie, geologo scozzese (n. 1835)
- Max Goldstein, rivoluzionario rumeno (n. 1898)
- Aleksandr Alekseevič Gorskij, coreografo russo (n. 1871)
- Tullio Gozzi, ingegnere italiano (n. 1874)
- Vladimir Jugheli, politico e militare georgiano (n. 1887)
- Aleksandr Aleksandrovič Kozlov, generale russo (n. 1837)
- Ercole Lertua, attivista italiano (n. 1897)
- Henry Lindlahr, medico statunitense (n. 1862)
- Peppino Maggiore Di Chiara, giornalista e politico italiano
- Rodolfo Majocchi, presbitero e storico italiano (n. 1862)
- Gaetano Marschiczek, ingegnere italiano (n. 1857)
- Oreste Mieli, baritono e tenore italiano (n. 1870)
- Jacques de Morgan, ingegnere, geologo e archeologo francese (n. 1857)
- Masujirō Nishida, allenatore di calcio e calciatore giapponese
- Francesco Orsini, giornalista e letterato italiano (n. 1881)
- Besouro Mangangá, danzatore brasiliano
- Tancredi Pozzi, scultore italiano (n. 1864)
- Friedrich Preisigke, egittologo tedesco (n. 1856)
- Antonio Ramón, anarchico spagnolo (n. 1879)
- Reşit Pascià, politico ottomano (n. 1868)
- Émile Robert, artigiano francese (n. 1860)
- Rongshou, principessa cinese (n. 1854)
- Luigi Savoldi, pittore e decoratore italiano (n. 1856)
- Guillaume Seignac, pittore francese (n. 1870)
- Nachman Syrkin, bielorusso (n. 1868)
- Moolam Thirunal, principe indiano (n. 1857)
- Luigi Viola, archeologo e politico italiano (n. 1852)
- Ermenegilda Zucchini, attrice teatrale italiana
- Tito Zucconi, patriota italiano (n. 1837)
- Michele di Gè, brigante italiano (n. 1843)